# Кезани, Сильвано
Сильва́но Кеза́ни (итал. Silvano Chesani; род. 17 июля 1988, Тренто, Италия) — итальянский легкоатлет, специализирующийся в прыжке в высоту. Серебряный призёр чемпионата Европы в помещении 2015 года. Четырёхкратный чемпион Италии. Участник летних Олимпийских игр 2016 года.

## Биография
Начал заниматься лёгкой атлетикой в 10 лет. В 2007 году на юниорском чемпионате Европы установил личный рекорд 2,21 м и занял 5-е место. Этот результат ему не удавалось улучшить около двух лет, после чего Сильвано решил сменить обстановку: он переехал в Модену и стал тренироваться под руководством Джулиано Корради. Вместе им удалось сдвинуть его результаты с мёртвой точки.
Молодёжный чемпионат Европы закончился ещё одним пятым местом с результатом 2,24 м, но это был его лучший прыжок за 2 года. В 2011 году он стал чемпионом Италии и участвовал в чемпионате мира, но без особого успеха (не преодолел квалификацию).
Зимой 2012 года впервые в карьере прыгнул выше 2,30 м (на чемпионате Италии он стал лучшим с попыткой на 2,31 м). Однако повторить этот результат на чемпионате мира в помещении ему не удалось. Сильвано не смог подтвердить норматив и летом, из-за чего был вынужден пропустить Олимпийские игры.
17 февраля 2013 года повторил рекорд Италии, преодолев планку на высоте 2,33 м. Однако на чемпионате Европы в помещении снова был далёк от пьедестала, проиграв своему результату 10 сантиметров. Небольшим утешением в сезоне стало серебро Средиземноморских игр, которое было добыто прыжком на 2,28 м.
2014 год полностью пропустил из-за проблем с ахилловым сухожилием. Вернувшись, наконец-то смог реализовать себя. Чемпионат Европы в помещении 2015 года принёс ему серебряную медаль. Сильвано взял 2,31 м и проиграл победителю Даниилу Цыплакову только по попыткам. В летнем сезоне 2015 года он снова ни разу не вышел на старт. Причина была прежней — больной ахилл.
Прыгнув в июне 2016 года в Модене на 2,31 м, выполнил норматив и поехал на Олимпийские игры. В Рио-де-Жанейро Сильвано не смог выйти в финал, заняв 33-е место в квалификации.

## Основные результаты
| Год  | Турнир                          | Место проведения         | Место        | Результат |
| ---- | ------------------------------- | ------------------------ | ------------ | --------- |
| 2007 | Чемпионат Европы среди юниоров  | Хенгело, Нидерланды      | 5-е          | 2,21 м    |
| 2009 | Чемпионат Европы среди молодёжи | Каунас, Литва            | 5-е          | 2,24 м    |
| 2010 | Чемпионат Европы                | Барселона, Испания       | 18-е (квал.) | 2,19 м    |
| 2011 | Командный чемпионат Европы      | Стокгольм, Швеция        | 6-е          | 2,24 м    |
| 2011 | Чемпионат мира                  | Тэгу, Южная Корея        | 22-е (квал.) | 2,25 м    |
| 2012 | Чемпионат мира в помещении      | Стамбул, Турция          | 15-е (квал.) | 2,22 м    |
| 2012 | Чемпионат Европы                | Хельсинки, Финляндия     | 21-е (квал.) | 2,15 м    |
| 2013 | Чемпионат Европы в помещении    | Гётеборг, Швеция         | 10-е (квал.) | 2,23 м    |
| 2013 | Командный чемпионат Европы      | Гейтсхед, Великобритания | 4-е          | 2,24 м    |
| 2013 | Средиземноморские игры          | Мерсин, Турция           | 2-е          | 2,28 м    |
| 2013 | Чемпионат мира                  | Москва, Россия           | 16-е (квал.) | 2,26 м    |
| 2015 | Чемпионат Европы в помещении    | Прага, Чехия             | 2-е          | 2,31 м    |
| 2016 | Олимпийские игры                | Рио-де-Жанейро, Бразилия | 33-е (квал.) | 2,22 м    |
| 2017 | Чемпионат Европы в помещении    | Белград, Сербия          | 6-е          | 2,27 м    |